# Tony Bedeau
Tony Bedeau, właśc. Anthony Charles Osmond Bedeau (ur. 24 marca 1979 w Londynie, zm. 11 lutego 2025 tamże) – grenadyjski piłkarz występujący na pozycji napastnika.
W barwach Barnsley rozegrał trzy spotkania w First Division. W lidze tej zadebiutował 2 lutego 2002 w zremisowanym 4:4 meczu z Portsmouth.
W 2004 wystąpił cztery razy w reprezentacji Grenady, debiutując 14 marca w wygranym 3:1 pojedynku el. do MŚ 2006 z Gujaną.

## Statystyki ligowe
| Rozgrywki                  | Kraj   | Poziom | Klub                          | Mecze | Gole |
| -------------------------- | ------ | ------ | ----------------------------- | ----- | ---- |
| First Division             | Anglia | II     | Barnsley                      | 3     | 0    |
| League One                 | Anglia | III    | Torquay United                | 35    | 2    |
| Third Division, League Two | Anglia | IV     | Torquay United, Walsall, Bury | 293   | 57   |
| Conference National        | Anglia | V      | Torquay United, Weymouth      | 19    | 1    |